# تاباكولو ماجلاني
تاباكولو ماجلاني (الاسم العلمي: Scytalopus magellanicus) (بالإنجليزية: Magellanic Tapaculo)‏ هو نوع من الطيور يتبع جنس التاباكولو من فصيلة التاباكولات.